# Haven Holidays
Haven Holidays ist eine Kette von Ferienparks in Großbritannien. Es betreibt Wohnwagen-Ferienparks mit Selbstverpflegung, von denen viele auch Touren- und Campingeinrichtungen umfassen. Das Unternehmen betreibt 41 Standorte im Vereinigten Königreich, hauptsächlich an Küstenstandorten.
Haven hat angekündigt, dass sie für die Saison 2022 ihre Wohnwagenklassen umbenannt haben und sie nun als Saver, Bronze, Silver, Gold und Signature bekannt sein werden. Einige Parks bieten auch Chalets, Strandhäuser und Glamping in Form von Superzelten an.
Haven aktualisiert seine Parks auch ständig mit den teuersten Updates, was dazu führt, dass Parks in Werbematerialien als „Parks der Zukunft“ bekannt sind. Zu den Aktualisierungen gehörten neue Unterhaltungs- und Speisebereiche sowie neue „Abenteuerdörfer“ im Freien.
Das Unternehmen wurde 1964 gegründet und im Jahr 2000 von der Bourne Leisure Group gekauft. Im November 2004 fusionierte Bourne Leisure seine bestehende britische Holidays-Kette mit der Marke Haven Holidays. Bourne Leisure wurde im Januar 2021 an The Blackstone Group verkauft.

## Geschichte
Die aktuelle Haven-Kette ist aus einer Reihe von Übernahmen ihrer früheren Marken entstanden, darunter Warner Holiday Camps (jetzt als Warner Leisure Hotels firmierend). Nach der Entscheidung, sich mehr auf seine Glücksspielaktivitäten wie Mecca Bingo zu konzentrieren, beschloss die Rank Group, ihren Ferienzweig zu verkaufen. Im Oktober 2000 erwarb Bourne Leisure den britischen Freizeitbereich der Rank Group, Rank Leisure, für 700 Millionen Pfund Sterling, zu dem auch die Hotelketten Haven, Butlins und Warner Leisure gehörten. Zufluchtsparks wurden früher in vier Kategorien eingeteilt und durch vier verschiedene Farben definiert: All Action Parks (Rot), Lively Parks (Blau), Leisurely Parks (Gelb) und Relaxing Parks (Grün). Jede Parkkategorie würde widerspiegeln, welche Art von Unterhaltung und Aktivitäten in diesem Park stattfinden würden, und auch die Größe des Parks widerspiegeln.
Nach dem Kauf von Haven durch Bourne Leisure beschlossen sie, das Unternehmen umzustrukturieren und verkauften die kleineren Parks im Unternehmen. 12 dieser kleineren Parks wurden einem Management-Buyout unterzogen und anschließend ein neues Ferienunternehmen gegründet. Park Resorts, einige andere Parks wurden an Parkdean und Park Holidays UK verkauft, wobei sich Park Resorts und Parkdean später zu Parkdean Resorts zusammenschlossen. Haven behielt seine größeren Parks und Bourne Leisure begann 2002 mit der Integration von Haven und seiner bestehenden British Holidays-Kette und tauschte Unterhaltung und Einrichtungen zwischen den beiden Marken aus, bis die beiden Unternehmen im November 2004 unter dem Namen „Haven and British Holidays“ fusionierten. Da Haven der bekanntere Name ist, wurde die Identität von British Holidays schließlich bis zum Ende der Saison 2007 vollständig fallen gelassen.

### Unterhaltung
Die Unterhaltung im Haven besteht aus einer Mischung von Shows mit: Seaside Squad, Rory der Tiger, Bradley Bear, Greedy der Gorilla, Anxious der Elefant, DJ Ned, Polly die Rettungsschwimmerin. Außerdem Bingo, Gesellschaftsspiele und Kinderdisco. Gastauftritte und das Animationsteam veranstalten später am Abend Shows. Unterhaltung findet in den Showbars und Live-Lounges des Parks statt.
Bis Haven von Bourne Leisure gekauft wurde, waren die ansässigen Entertainer von Haven als Havenmates bekannt. Havenmates traten in allen Haven-Parks auf; aber die Anzahl der Entertainer wurde von der Parkkategorie bestimmt. Alle Action Parks hatten das größte Team von Havenmates, darunter Sänger, Sängerinnen, Tänzer (normalerweise vier), ein Team von General Havenmates, einen DJ, Moderator, Entertainment Manager, Assistant Entertainment Manager sowie einen ATR-Leiter und einen Techniker. Alle Action Parks hatten auch eine ansässige Band, die den ganzen Abend über Live-Sets spielte und sogar während einiger Havenmates-Shows Live-Musik aufführte. Unterhaltungsstätten hatten früher ihre eigene einzigartige Identität mit bekannten Veranstaltungsorten wie Capone’s in Devon Cliffs, Neptunes in Caister und The Limelight and Follies Show-Bar in Seashore. Die Größe des Teams würde sich dann je nach Parkgröße und Kategorie verringern. Havenmates waren auch berühmt dafür, die Deck Chair Striped Jackets zu tragen. Nach dem Verkauf durch die Rank Organization an Bourne Leisure wurde Havenmates schließlich Mitte der 2000er Jahre in Funstars geändert. Das war der Name, der für die ansässigen Entertainer in British Holidays Parks verwendet wurde. Im Jahr 2016 wurde eine Marke der Theatergesellschaft eingeführt, die ursprünglich exklusiv für die neu erworbene Thornwick Bay war, bevor sie im nächsten Jahr in Primrose Valley, Devon Cliffs, Hafan y Mor, Craig Tara und Rockley Park sowie den Entertainern dieser Theatergesellschaft eingeführt wurde. Parks waren als Adventure Live Hosts bekannt. Die Marke Funstar wurde jedoch weiterhin in den anderen Haven-Parks verwendet, wobei immer noch der Name Funstar für die Animateure in diesen Parks verwendet wurde. In jüngerer Zeit, im Jahr 2019, änderte sich das Entertainment-Branding erneut, und die Entertainer sind jetzt einfach als „Entertainment Cast Members“ bekannt.

## Haven Europa
Haven betrieb und besaß früher 8 Ferienparks und empfahl weitere in Frankreich, Spanien und Italien. Haven Europe wurde in ähnlicher Weise wie der Betrieb in Großbritannien betrieben, einschließlich Unterhaltung und auch mit dem Tiger Club und auch dem ATR. Als die Rank Organization den britischen Betrieb verkaufte, wurde Haven Europe im Rahmen der Transaktion auch von Bourne Leisure übernommen. Die europäische Seite des Unternehmens wurde 2004 einem Management-Buyout unterzogen und firmiert nun unter dem Namen Siblu.

## Akquisitionen
Im Jahr 2007 kaufte Bourne Leisure den Far Grange Park & Golf Club. Der Park war ursprünglich ein Haven Park für Urlauber und Wohnwagenbesitzer, wie aus der Broschüre von 2008 hervorgeht, aber nach nur einer Saison ist der Park inzwischen ein Owners Only Park.
Im April 2015 kaufte Bourne Leisure das Ferienzentrum Thornwick & Sea Farm und die Wohnwagenparks Greenacre West von Flamborough Holidays Ltd.[4] Der Komplex des Ferienzentrums Thornwick & Sea Farm wurde für die Saison 2016 saniert und in „Thornwick Bay“ umbenannt.
Im Jahr 2019 wagte sich Haven mit dem Kauf des Celtic Haven Spa Holiday Cottage Resort in Tenby, Pembrokeshire, an eine neue Art von Resort. Das Resort ist ein Schwesterpark des Lydstep Beach Holiday Village im Dorf Lydstep. Das Resort ist bekannt für sein Spa und ermöglicht Gästen, die in ihren Cottage-Unterkünften übernachten, die Unterhaltungseinrichtungen im Lydstep Beach Village zu nutzen. Das Celtic Haven Resort ist das erste der Haven-Marke, das 365 Tage im Jahr geöffnet hat.
Im 23. Februar 2022 hatte Haven den Erwerb seines ersten Parks seit der Übernahme durch Blackstone abgeschlossen. Erwerb eines zuvor familiengeführten Parks in Skegness, Richmond Holiday Centre. Der Park bietet mehr als 700 Stellplätze mit Unterkünften, Swimmingpool, Unterhaltungsmöglichkeiten und Restaurants und ist nicht weit vom Strand von Skegness entfernt.

## Patenschaften und Partnerschaften
Im März 2018 hat sich Haven mit der Wohltätigkeitsorganisation Royal National Lifeboat Institution (RNLI) zusammengetan. Diese Partnerschaft zielt darauf ab, das RNLI vollständig in das Haven-Angebot zu integrieren und wichtige Mittel für ihre lebensrettende Arbeit zu sammeln.
Im Februar 2019 wurde Haven offizieller Sponsor des Team GB und unterstützte das Team bei der Vorbereitung auf die Olympischen Spiele 2020 in Tokio.

## Maskottchen
Das erste Maskottchen der Marke Haven war Rory the Tiger, der erstmals 1988 eingeführt wurde. Bradley Bear wurde 1993 als Maskottchen von British Holidays, der ehemaligen Schwestermarke von Haven Holidays, eingeführt. Als die beiden Marken nach der Übernahme durch Bourne Leisure fusionierten, tauchten die beiden Maskottchen nebeneinander auf, obwohl Bradley Bear nicht Teil der Marke „Tiger Club“ war.
Andere Maskottchen, die in Havens frühen Tagen eingeführt wurden, waren Anxious der Elefant, Gierig der Gorilla, Manic der Papagei und Sylvester die Schlange. Diese Maskottchen traten zusammen mit Rory the Tiger unter der Marke „Tiger Club“ auf.
Im Jahr 2004, während der Integration von Haven und British Holidays, traten drei neue Maskottchen dem „Tiger Club“ bei, nämlich: DJ Ned (Naughty Ned), Polly Popkins und Magical Merlin the Wizard, bevor der Tiger Club und der Bradley Bear Club fusionierten und änderte seinen Namen in „Rory and Bradley's Funtime“. Die Charaktere bildeten schließlich 2007 die Zoo Troop.
Im Jahr 2009 wurden Merlin the Wizard, Manic the Parrot und Sylvester the Snake alle fallen gelassen und sollen sich häufig von den Funstars zurückgezogen haben.
Im Jahr 2013 änderte die „Zoo Troop“ ihren Namen in „Seaside Squad“, da Haven sich in seinen Parks stärker auf ein stärkeres Meeresthema konzentrierte.

## Ferienparks und Ferienanlagen
Derzeit gibt es 41 Haven-Parks im Vereinigten Königreich. Die Zahl der Haven-Parks erreichte 1999 mit 56 ihren Höhepunkt, nicht lange vor ihrer Fusion mit British Holidays im Jahr 2002. Viele der kleineren Parks wurden jedoch im Laufe des Jahres 2001 und erneut im Oktober 2004 verkauft, um die Standards von Haven zu verbessern die größeren und rentableren Parks. Die meisten Parks wurden an Park Resorts, Parkdean (beide jetzt in Parkdean Resorts fusioniert) und Park Holidays UK (damals bekannt als Cinque Ports Leisure) verkauft.

### Aktuelle Ferienparks und Ferienanlagen
- Blackpool: Cala Gran, Marton Mere
- Cornwall: Perran Sands, Riviere Sands
- Devon: Devon Cliffs
- Dorset: Littlesea, Rockley Park, Seaview, Weymouth Bay
- Essex: The Orchards
- Kent und Sussex: Allhallows, Church Farm, Combe Haven
- Lake District: Lakeland
- Lincolnshire: Golden Sands, Thorpe Park, Richmond Holiday Centre
- Norfolk: Caister-on-Sea, Hopton, Seashore, Wild Duck
- Northumberland: Berwick, Haggerston Castle
- Schottland: Craig Tara (previously Butlins Ayr), Seton Sands
- Somerset: Burnham-on-Sea, Doniford Bay
- Wales: Greenacres, Cardigan View (a sister park to Greenacres), Garreg Wen (a sister park to Greenacres), Hafan y Mor (previously Butlins Pwllheli), Lydstep Beach, Celtic Haven (a sister park to Lydstep Beach), Kiln Park, Penally Court (a sister park to Kiln Park), Presthaven, Quay West
- Yorkshire: Blue Dolphin, Primrose Valley (part of this park now occupies land that formed Butlins Filey), Reighton Sands, Thornwick Bay, Far Grange Yorkshire: Blue Dolphin, Primrose Valley (ein Teil dieses Parks nimmt jetzt Land ein, das Butlins Filey bildete), Reighton Sands, Thornwick Bay, Far Grange (nur Eigentümer)

### Ehemalige Ferienparks (sowohl Haven als auch British Holidays)
- Cornwall: Duporth, St. Minver, Trelawne Manor, St Ives, Mullion
- Devon: Bideford Bay, Challaborough Bay, Lyme Bay, South Bay, Torquay, Devon Valley
- Dorset: Chesil Beach, Sandhills, West Bay
- Essex: St. Osyth Beach (ehemals Bel Air), Steeple Bay
- Hampshire: Mill Rythe, Solent Breezes
- Isle of Wight: Harcourt Sands, Lower Hyde, Nodes Point, Thorness Bay, Fort Warden
- Kent und Sussex: Alberta, Sheerness, Ashcroft, Winchelsea Sands
- Lancashire: Beacon Fell View
- Lincolnshire: Coastfield
- Norfolk: California Cliffs, Heacham Beach, Cherry Tree
- Northumberland: Riverside
- Schottland: Wemyss Bay, Erigmore House, Sundrum Castle, Grannies Heilan Hame, Tummel Valley, Nairn Lochloy
- Suffolk: Felixstowe Beach, Suffolk Sands, Kessingland Beach
- Wales: Brynowen, Carmarathen Bay, Manorbier, Pendine Sands, Ty Mawr, Lido Beach
- Yorkshire: Barmston Beach, Cayton Bay, Whitby

### Parks im Besitz von British Holidays vor 2004
- Blackpool: Cala Gran, Marton Mere
- Dorset: Rockley Park
- Essex: The Orchards
- Kent und Sussex: Allhallows, Church Farm
- Lake District: Lakeland
- Lincolnshire: Thorpe Park
- Norfolk: Hopton
- Northumberland: Berwick, Haggerston Castle
- Schottland: Seton Sands
- Somerset: Burnham-on-Sea
- Wales: Greenacres, Kiln Park, Lydstep Beach, Penally Court, Quay West